# Weißenburg (Schlieben)

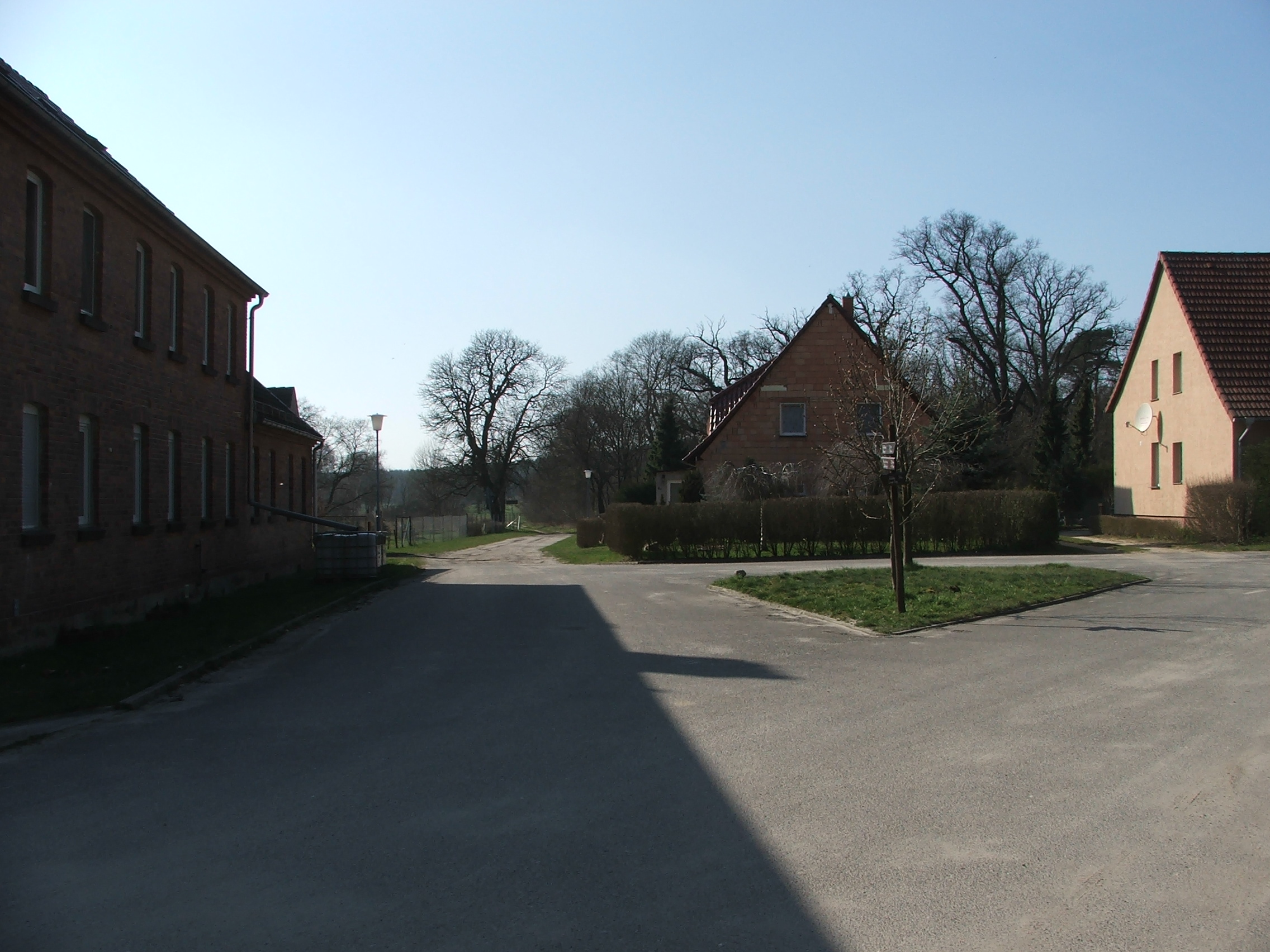
Weißenburg, Blick nach Westen

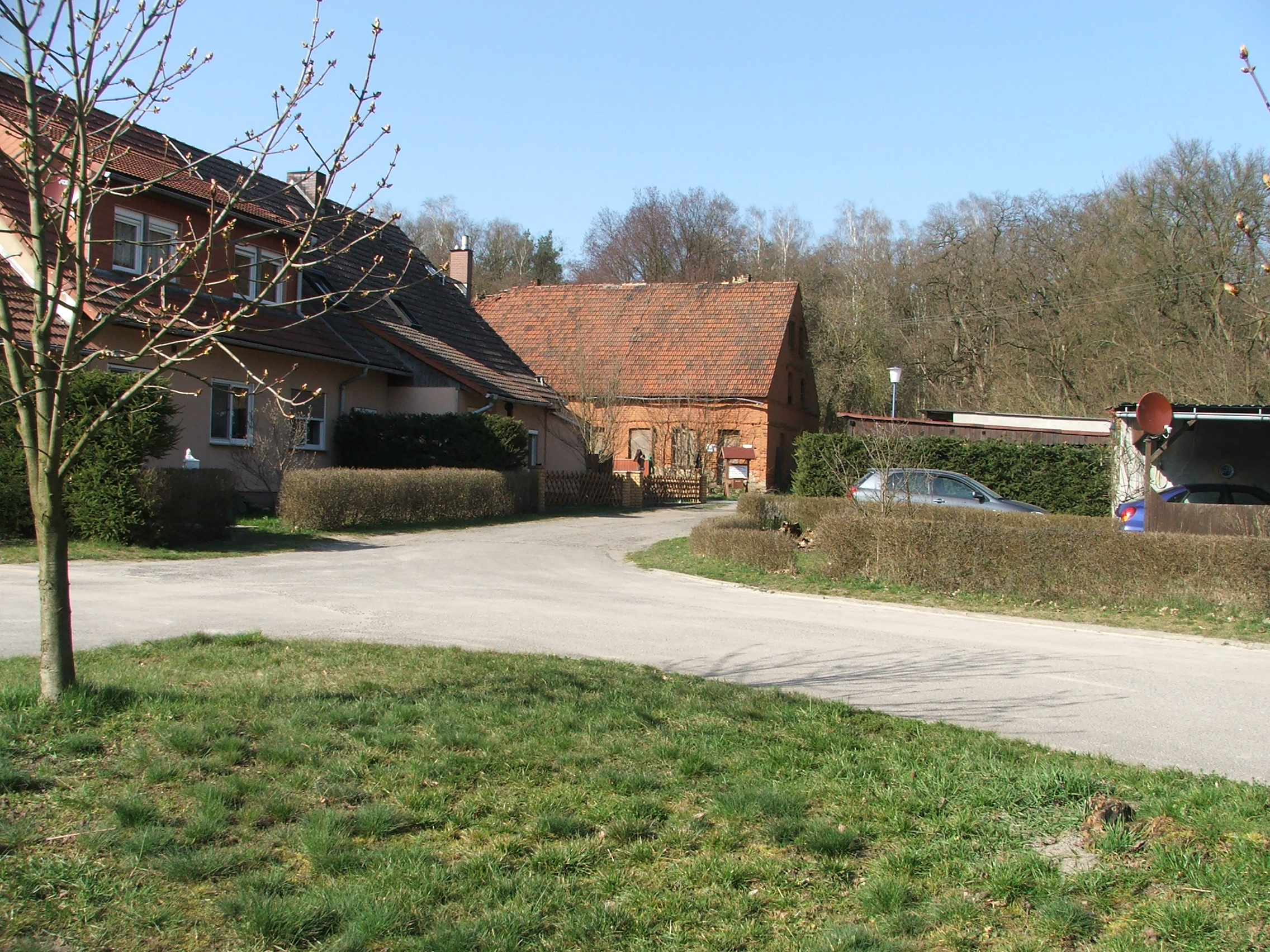
Blick nach Norden

Weißenburg ist ein Gemeindeteil der Stadt Schlieben in Brandenburg.

## Geschichte
Weißenburg liegt etwa zwei Kilometer nordwestlich vom Stadtzentrum der Stadt Schlieben. Es wurde 1586 und 1675 als Vorwerk Schlieben nebst Schäferei (Kammergut) erwähnt. Der Name Weißenburg taucht 1823 und 1833 auf und wurde als Gegensatz zum nordöstlich von Schlieben liegenden Schwarzenburg gebildet.
Bis Mitte des 17. Jahrhunderts organisierte sich das zum Besitz des Amtes Schlieben gehörende Gut über Frondienste. Südlich von Weißenburg befindet sich ein kleiner Hügel, der als Richtstätte und Galgenberg genutzt wurde. Anfang des 19. Jahrhunderts ging das Gut in Privatbesitz über.